# Symfonie č. 2 (Martinů)
Symfonie č. 2 (H. 295) je symfonie Bohuslava Martinů z roku 1943.

## Vznik díla
Symfonie vznikla mezi 29. květnem a 24. červencem 1943 v Darien, Connecticut. Martinů ji dedikoval "svým krajanům a dělníkům v Clevelandu, kteří tolik vykonali ve válečné výrobě" ((anglicky) To my Countrymen-Workers of Cleveland).

## Premiéra
Premiéru provedl Cleveland Orchestra pod taktovkou Ericha Leinsdorfa dne 28. října 1943 v Clevelandu.

## Obsazení orchestru
- pikola
- 2 flétny
- 3 hoboje
- 3 klarinety
- 2 fagoty
- 4 lesní rohy
- 3 trubky
- 3 pozouny
- tuba
- tympány
- velký a malý buben
- činely
- triangl
- tam-tam
- harfa
- klavír
- smyčcové nástroje[2]

## Analýza
Symfonie se skládá ze 4 vět:
1. Allegro moderato
2. Andante moderato
3. Poco allegro
4. Allegro